# Hemichela longiunguis
Hemichela longiunguis är en havsspindelart som beskrevs av Staples, D.A. 1982. Hemichela longiunguis ingår i släktet Hemichela och familjen Ammotheidae. Inga underarter finns listade i Catalogue of Life.